# Választások 2006-ban
További választási listákat lásd: 2003 • 2004 • 2005 • 2007
Itt megtalálhatod azon országok, régiók 2006-os választásainak időpontját, amik fel vannak sorolva a Választások országokra lebontva listán.

## Január
- január 8. – Haiti, elnöki, önkormányzati,
- január 15. – Chile, elnöki
- január 15. – Finnország, elnöki első forduló
- január 22. – Portugália, elnöki
- január 23. – Kanada, parlamenti
- január 25. – Palesztin Nemzeti Hatóság, parlamenti
- január 29. – Finnország, elnöki második forduló

## Február
- február 5. – Costa Rica
- február 7. – Haiti (első forduló)
- február 11. – Tokelau-szigetek
- február 12. – Zöld-foki Köztársaság
- február 23. – Uganda

## Március
- március 5. – Benin, elnöki
- március 7. – Hollandia, önkormányzati
- március 12. – Salvador
- március 18. – Dél Ausztrália, kerületi választás
- március 19. – Fehéroroszország, elnöki
- március 19. – Haiti, (második forduló)
- március 26. – Ukrajna
- március 28. – Izrael
- március – Salamon-szigetek, parlamenti

## Április
- április 9. – Magyarország, országgyűlési első forduló
- április 23. – Magyarország, országgyűlési második forduló

## Május
- május 21. – Montenegró, népszavazás a függetlenségről

## Június
- június 17. – Szlovákia
- június 25. – Mauritánia, népszavazás az alkotmányról

## Október
- október 1. – Magyarország, önkormányzati
- október 22. - Panama, népszavazás a Panama-csatorna kibővítéséről
- október 28. - Szerbia, népszavazás az új alkotmányról

## November
- november 30. – Gibraltár, népszavazás az alkotmányról